# Монтичелло-Конте-Отто
Монтичелло-Конте-Отто (итал. Monticello Conte Otto) — коммуна в Италии, располагается в провинции Виченца области Венеция.
Население составляет 8636 человек, плотность населения составляет 864 чел./км². Занимает площадь 10 км². Почтовый индекс — 36010. Телефонный код — 0444.
В коммуне 8 сентября особо празднуется Рождество Пресвятой Богородицы.